# Potager City
 (novembre 2018).
Potager City est un service français de livraison de paniers de fruits et légumes en direct des producteurs et livrés en point relais (commerçants) ou en entreprises partenaires. 

## Histoire
Potager City est créé en 2007 par des frères, Yoann et Damien, dans la ville de Lyon. À leurs débuts, ils livrent eux-mêmes les commandes à vélo. En 2009, les livraisons sont transférées vers des points de retrait. Potager City est ensuite lancé à Cavaillon (Vaucluse) en 2013, puis Vienne (Isère) en 2013.
Deux levées de fonds successives ont lieu en 2014 et 2017,.
Début 2020, l'entreprise, qui revendique une clientèle de 25 000 foyers, est rachetée par le groupe Carrefour,.
Il opère dans plusieurs régions : Auvergne-Rhône-Alpes, Île-de-France, Provence-Alpes-Côte-d'Azur, Occitanie, Nouvelle-Aquitaine et Pays de la Loire.